# Mike Edstrom
Mike Edstrom es un deportista estadounidense que compitió en bádminton. Ganó una medalla de bronce en los Juegos Panamericanos de 1995, en la prueba de dobles mixto.

## Palmarés internacional
| Juegos Panamericanos | Juegos Panamericanos      | Juegos Panamericanos | Juegos Panamericanos |
| Año                  | Lugar                     | Medalla              | Prueba               |
| -------------------- | ------------------------- | -------------------- | -------------------- |
| 1995                 | Mar del Plata (Argentina) | Medalla de bronce    | Dobles mixto         |